# Legiony Polskie (1914–1918)
Legiony Polskie (LP) – polska formacja wojskowa wchodząca w skład austro-węgierskiego landsturmu, utworzona 27 sierpnia 1914 r. z inicjatywy polskich stronnictw politycznych w Galicji. W 1916 r. przekształcona w Polski Korpus Posiłkowy. Legiony Polskie brały udział w I wojnie światowej po stronie państw centralnych.

## Historia

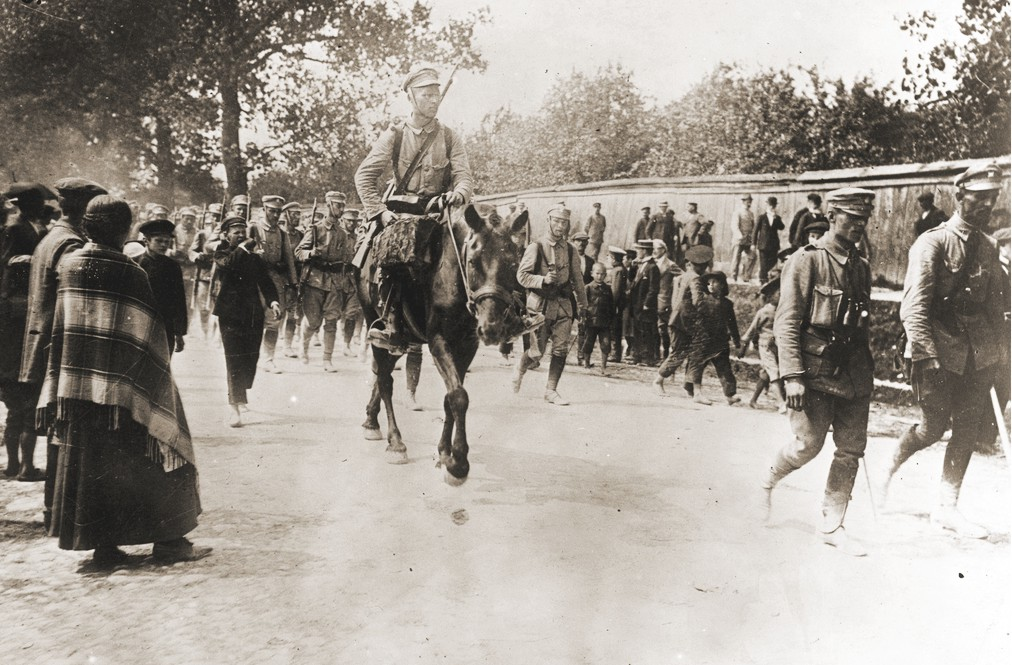
Przemarsz Pierwszej Kompanii Kadrowej przez Kielce, 1914

16 sierpnia 1914 roku powstał w Krakowie, z inicjatywy polskich stronnictw politycznych, Naczelny Komitet Narodowy (NKN) z Juliuszem Leo – prezydentem Krakowa, który kierował Polskim Stronnictwem Demokratycznym i był ugodowym prezesem Koła Polskiego w Wiedniu, a także z Władysławem Jaworskim – ze Stronnictwa Prawicy Narodowej. NKN miał być – co uznali szybko Austriacy – najwyższą instancją w zakresie wojskowej i politycznej organizacji zbrojnych sił polskich, a kierownictwo Departamentu Wojskowego objęli Władysław Sikorski (Kraków) i Aleksander Skarbek (Lwów). W skład NKN-u weszli przedstawiciele 11 partii politycznych z Galicji i 5 z Królestwa, w tym zarówno zwolennicy, jak i przeciwnicy Piłsudskiego. Wobec niepowodzenia wywołania antyrosyjskiego powstania narodowego w Królestwie Kongresowym, Piłsudski zgodził się poprzeć NKN. 22 sierpnia Józef Piłsudski podpisze, jeszcze jako Komendant Główny Strzelców, pismo-rozkaz o powstaniu Naczelnego Komitetu Narodowego i Legionów. 27 sierpnia wydany został rozkaz, podpisany przez Naczelnego Wodza, arcyksięcia Fryderyka, mówiący o ustanowieniu zapowiedzianych Legionów. Odtąd wszystkie polskie formacje zbrojne miały występować jako Legiony Polskie pod austriackim zwierzchnictwem wojskowym, a legioniści mieli nosić austriackie opaski na rękawach. Każda formacja miała liczyć dwa pułki piechoty po cztery bataliony po tysiąc żołnierzy w każdym oraz 2–3 szwadrony jazdy po 150 ułanów każdy.
Legiony stanowiły oddzielną formację Armii Austro-Węgierskiej. Skupiły polskie organizacje paramilitarne, m.in. oddziały Związku Strzeleckiego, Polskie Drużyny Strzeleckie, a także sekcje Polskiego Towarzystwa Gimnastycznego „Sokół”. Formalną podstawą tworzenia oddziałów legionowych był rozkaz austriackiego dowództwa z 27 sierpnia 1914, w którym zarządzono utworzenie Legionu Wschodniego i Legionu Zachodniego oraz powołanie dwóch równorzędnych komendantów dla obu Legionów. Legiony Polskie podporządkowano nowej centrali wywiadu austriackiego w polu – Nachrichtenabteilung AOK, z której zwierzchnikiem gen. Oskarem Hraniloviciem von Czvetassin Piłsudski wszedł w bezpośredni kontakt.
Pod koniec sierpnia rozpoczęto werbunek do Legionów Polskich. Utworzono Legion Wschodni we Lwowie, który został rozwiązany nim jeszcze wszedł do akcji, i Legion Zachodni w Krakowie. Kilkuset żołnierzy Legionu Wschodniego z płk. Józefem Hallerem przeszło do Legionu Zachodniego, a około 5 tysięcy zostało wcielonych do armii cesarskiej.

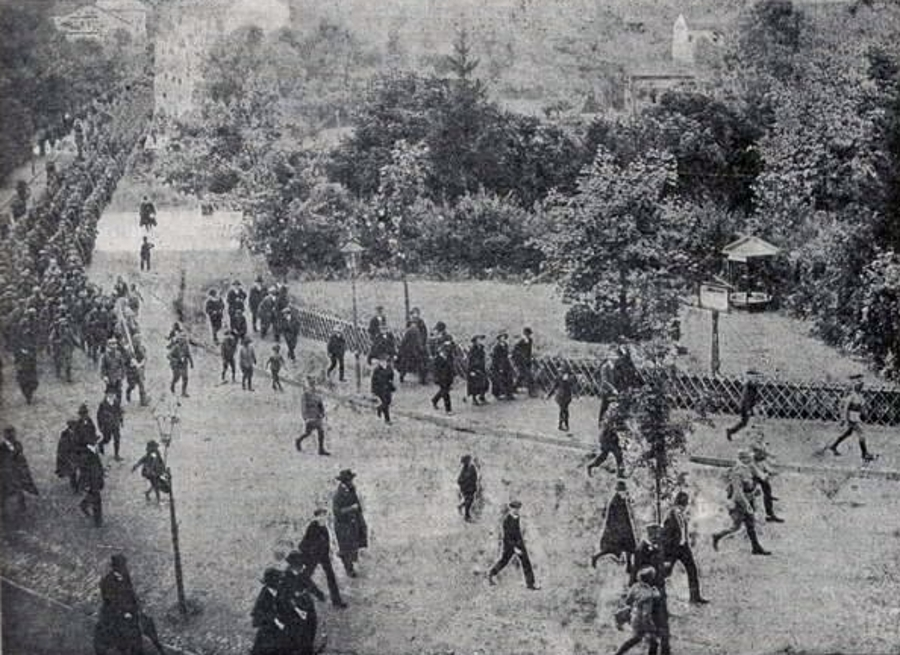
Wymarsz Legionu Śląskiego z Cieszyna do Mszany Dolnej 21 września 1914 roku, który wcielony został do II Brygady Legionów.

Z powodu zajęcia Lwowa przez wojska rosyjskie 2 września 1914 i różnic wśród tamtejszych polityków Legion Wschodni został wkrótce rozwiązany. Legion Zachodni początkowo w składzie jednego pułku pod dowództwem Piłsudskiego wziął udział w walkach jako straż tylna wojsk austriackich na linii Nowy Korczyn-Opatowiec na lewym brzegu Wisły. W czasie ofensywy austriacko-niemieckiej poszczególne jego bataliony wzięły udział w bitwach pod Laskami (23–26 października 1914), Anielinem (22 października). W dniach 16–19 listopada stoczyły bitwę pod Krzywopłotami. Piłsudski zagrożony zepchnięciem przez wycofującą się pod naporem wojsk rosyjskich armię austriacką na terytorium Cesarstwa Niemieckiego przeprowadził brawurowy manewr znany jako operacja Ulina Mała. Wbrew rozkazom austriackim przedarł się z częścią swojego pułku korytarzem pomiędzy wojskami rosyjskimi i austriackimi do Krakowa.
Po przerwie oddziały te walczyły jako osłona prawego skrzydła armii austriackiej w rejonie Mszany Dolnej, Limanowej, Marcinkowic, Nowego Sącza. W połowie grudnia 1914 sformowano z nich I Brygadę Legionów Polskich.
I Brygada stoczyła bitwę pod Łowczówkiem, od marca 1915 toczyła boje nad Nidą. W ramach letniej ofensywy państw centralnych walczyła nad rzeką Pokrzywianką, tocząc walki pod Konarami (16–25 maja), na linii Włostów, Ożarów.
Po przekroczeniu linii Wisły przeszła na Lubelszczyznę (walki 4 pułku piechoty Legionów Polskich pod Jastkowem 30 lipca – 3 sierpnia 1915 i Kamionką 4–7 sierpnia). W sierpniu walczyła na Podlasiu, stoczyła bitwę nad Raśną i Wysokiem Litewskiem.
Sformowany we wrześniu 1914 2 pułk piechoty i 3 pułk piechoty wraz z austriacką komendą Legionów Polskich zostały przerzucone w Karpaty. 29 października 1914 stoczyły bitwę pod Mołotkowem, walczyły pod Zieloną, Rafajłową, Kirlibabą.
W maju 1915 przeformowano je w II Brygadę Legionów Polskich zwaną Karpacką. Dowódcą II Brygady został płk austriacki Ferdynand Küttner. W jej skład weszły 2 pułk piechoty, 3 pułk piechoty, oddział kawalerii i dywizjon artylerii. Brygada walczyła na Bukowinie (szarża 2 pułku ułanów pod Rokitną) i nad Prutem.
8 maja 1915 utworzono III Brygadę Legionów Polskich w składzie: 4 pułk piechoty i 6 pułk piechoty.

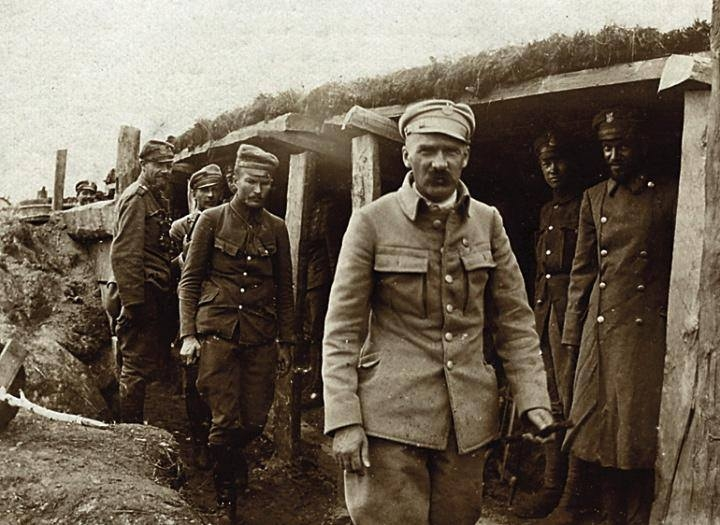
Józef Piłsudski w okopach na Wołyniu

W październiku 1915 wszystkie trzy brygady (stan osobowy: I Brygada – ok. 5500, II Brygada – ok. 5000, III Brygada – ok. 6000) rzucono na front na Wołyniu. Jesienią 1915 wzięły udział w walkach nad Styrem, gdzie stoczyły bitwę pod Kostiuchnówką. W czasie ofensywy Brusiłowa walczyły nad Stochodem.

### Ważniejsze bitwy

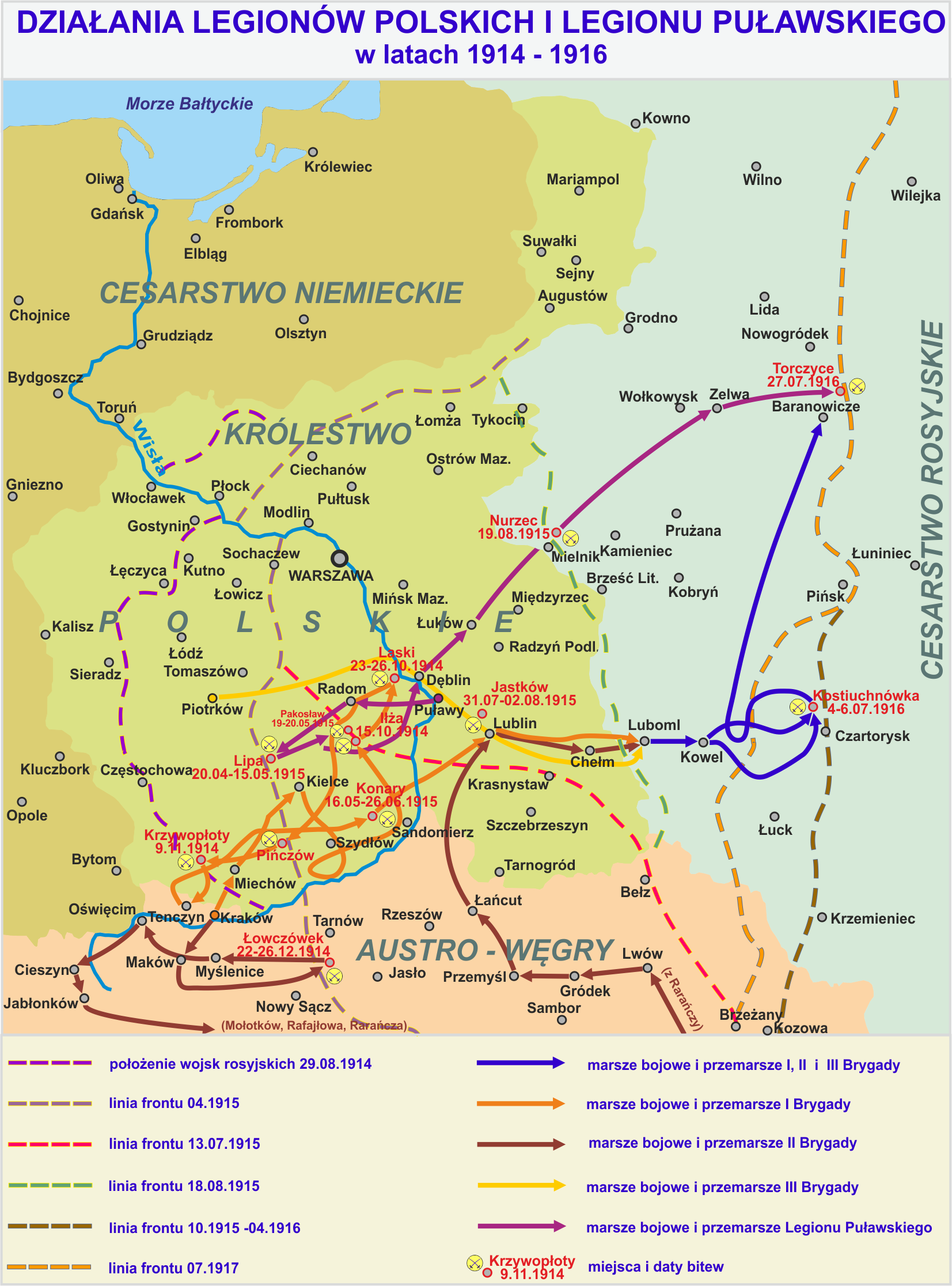
Działania Legionów Polskich

Podczas I wojny światowej Legiony Polskie brały udział w walkach z armią rosyjską (najważniejsze stoczone bitwy):
- Laski oraz Anielin (22 – 26 października 1914),
- Mołotków (29 października 1914),
- Łowczówek (22 – 25 grudnia 1914),
- Rokitna (13 czerwca 1915),
- Jastków (31 lipca – 3 sierpnia 1915),
- Kostiuchnówka (4 – 6 lipca 1916),
- Rudka Miryńska (3 sierpnia 1916).

### Rozwiązanie formacji
20 września 1916 Legiony przeformowano w Polski Korpus Posiłkowy. 10 kwietnia 1917 oddziały legionowe zostały ponownie przeformowane w Polską Siłę Zbrojną (Polnische Wehrmacht). Gdy większość żołnierzy (z I i III Brygady) odmówiła złożenia przysięgi na wierność obcym monarchom, oddziały te zostały częściowo rozwiązane. Legionistów (byłych poddanych rosyjskich) internowano w obozach w Beniaminowie (oficerowie) i Szczypiornie (podoficerowie i szeregowcy). Pozostali, którzy odmówili przysięgi, a posiadali obywatelstwo austriackie, zostali wcieleni do wojska austro-węgierskiego i wysłani na front włoski. Legioniści, w tym zdecydowana większość II Brygady, którzy złożyli przysięgę zostali także przekazani pod dowództwo austriackie jako Polski Korpus Posiłkowy. Formacja istniała do pokoju brzeskiego z Ukrainą. W proteście przeciwko warunkom tego traktatu żołnierze PKP, pod wodzą Józefa Hallera dokonali przejścia linii frontu pod Rarańczą w nocy z 15 na 16 lutego 1918. Legioniści, którym nie udało się przebić na stronę rosyjską byli internowani w obozach na Węgrzech w miejscowościach Marmaros-Sziget i Huszt. Przywódcy buntu w PKP w tym m.in. ks. Józef Panaś, płk Włodzimierz Zagórski i mjr Roman Górecki byli sądzeni w słynnym procesie legionistów w miejscowości Marmaros-Sziget (łącznie w czerwcu 1918 oskarżono 114 legionistów).
Oficerowie i żołnierze „królewiacy”, którzy przetrwali po rozbiciu Legionów,  w szeregach Polskiej Siły Zbrojnej dotrwali do listopada 1918, dając początek Wojsku Polskiemu.

## Struktura organizacyjna
Początkowo istniały dwa legiony:

Płk Józef Piłsudski ze swoim sztabem przed Pałacem Gubernialnym w Kielcach w 1914

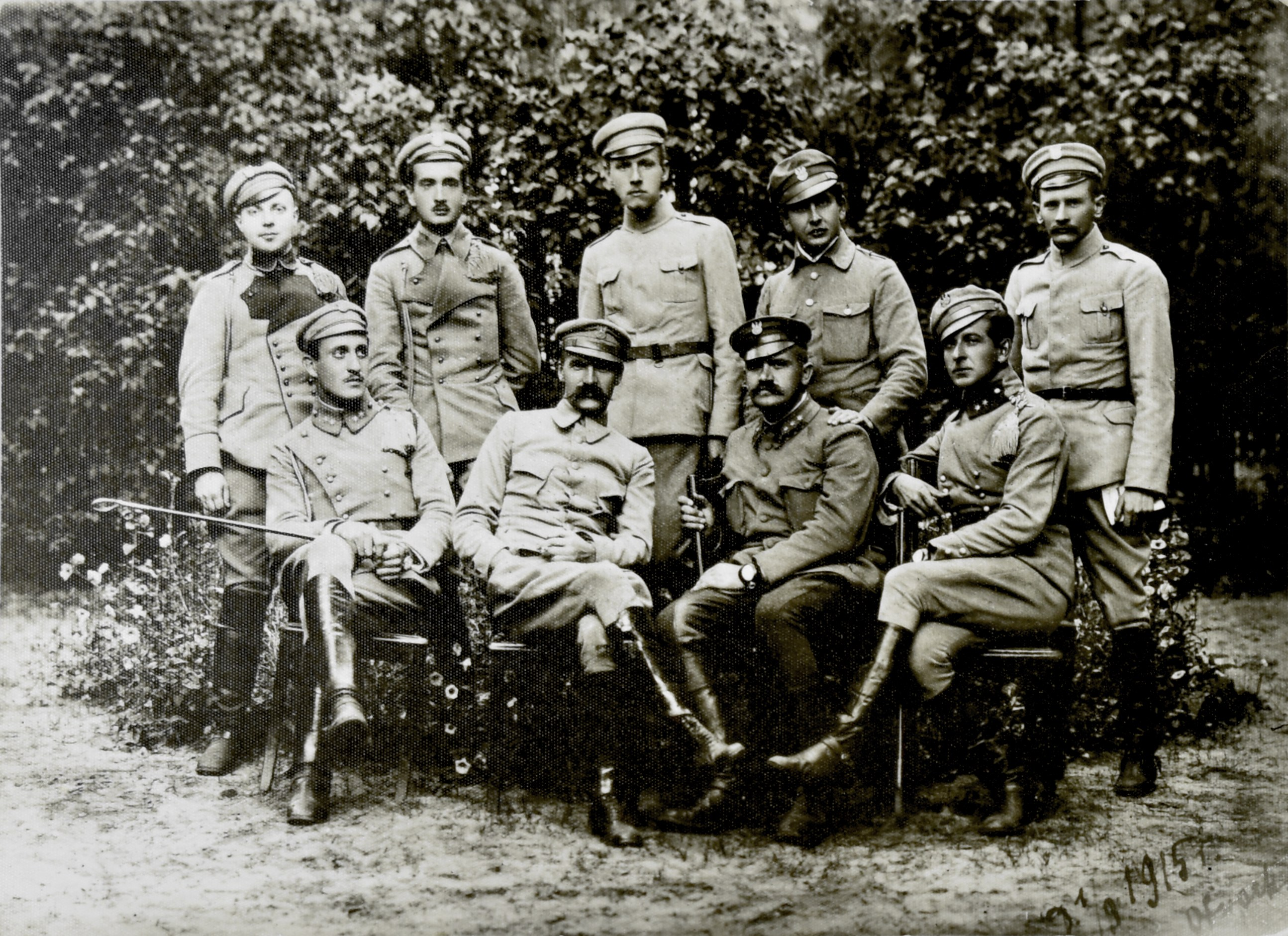
Piłsudski w Otwocku w sierpniu 1915 (z prawej siedzi m.in. jego ówczesny adiutant, Bolesław Wieniawa-Długoszowski)

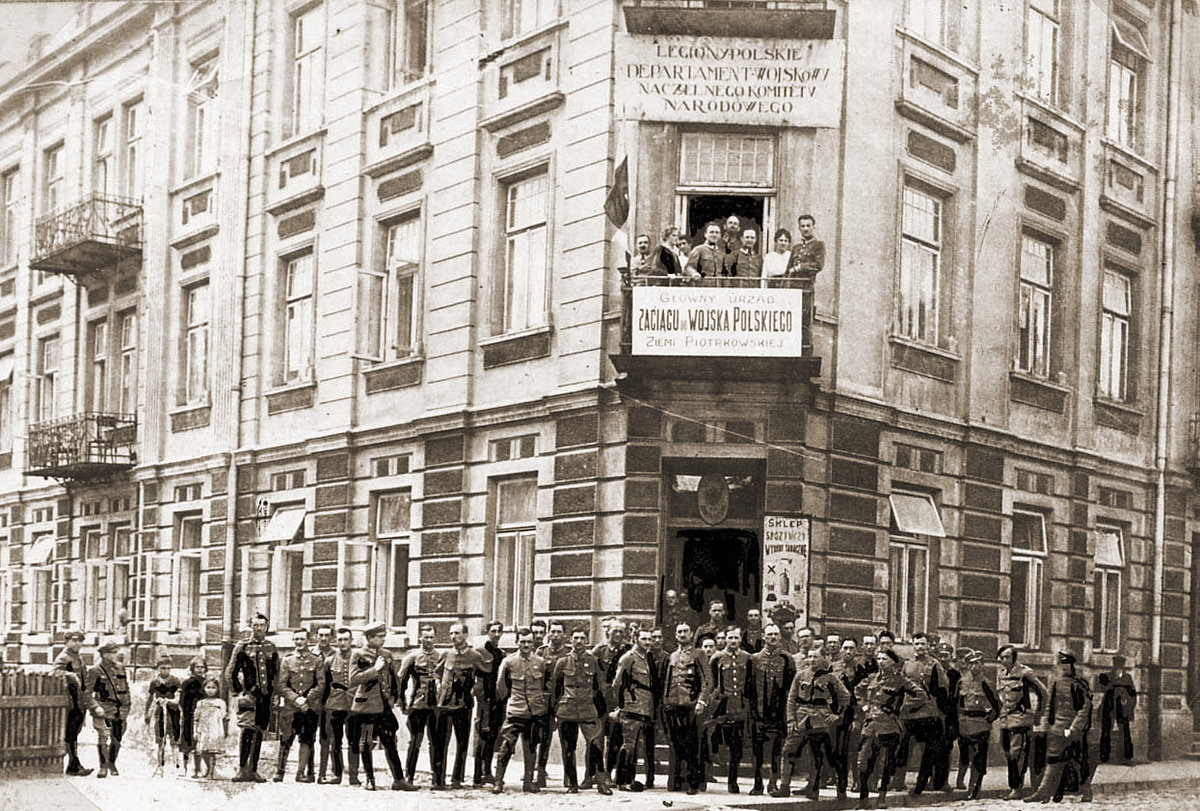
Siedziba i biuro werbunkowe Departamentu Wojskowego NKN, Piotrków Trybunalski 1916

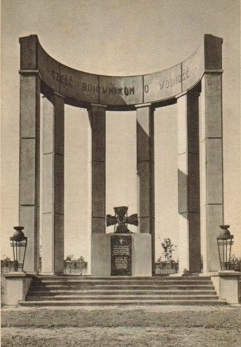
Mauzoleum Legionistów Polskich w Kaliszu

- Legion Wschodni (16 sierpnia – 21 września 1914) dowódca – gen. Adam Pietraszkiewicz,
- Legion Zachodni (16 sierpnia – 19 grudnia 1914) dowódca – gen. Rajmund Baczyński (do 25 września 1914), później gen. Karol Durski-Trzaska.

Później przeformowano je w trzy brygady:
- I Brygada (od 19 grudnia 1914) – dowódca Józef Piłsudski (do 27 września 1916), następnie Kazimierz Sosnkowski (do października 1916), a później Marian Żegota-Januszajtis (do 30 lipca 1917),
- II Brygada (od 8 maja 1915) – dowódca Ferdynand Küttner (do 14 lipca 1916), później Józef Haller (do 19 lutego 1918),
- III Brygada (od 8 maja 1915) – dowódca Wiktor Grzesicki (do 14 lipca 1916), później Stanisław Szeptycki (do 14 listopada 1916), Zygmunt Zieliński (do 25 kwietnia 1917), Bolesław Roja (do 30 lipca 1917).

Brygady podlegały austriackiemu dowództwu Legionów Polskich w osobach:
- gen. Karola Durskiego-Trzaski (do 27 stycznia 1916),
- płk. Józefa Hallera (czasowy komendant Legionów od 16 marca do 2 kwietnia 1915 roku)[11].
- gen. Stanisława Puchalskiego (do 14 listopada 1916),
- płk.-brygadiera Józefa Hallera (pełniący obowiązki komendanta Legionów od 4 do 13 listopada 1916 roku)[12].
- płk. Stanisława Szeptyckiego (do 25 kwietnia 1917),
- płk. Zygmunta Zielińskiego (do 19 lutego 1918).

### Organizacja Legionów Polskich (6 sierpnia 1916)
c. i k. Komenda Legionów Polskich:
- Sztab
  - komendant – generał major Stanisław Puchalski
  - z-ca komendanta – pułkownik Stanisław Szeptycki
  - szef sztabu – major przydzielony do SG Filip Kochański
  - Intendentura c. i k. Komendy Legionów Polskich
    - szef intendentury – starszy intendent wojskowy I klasy Jan Zavřel
- Kompania Sztabowa (niem. Infanteriestabskompagnie) → Oddział Sztabowy (niem. Stabsabteilung)
- Pluton Kawalerii Sztabowej (niem. Kavalleriestabszug)
- Oddział Telefoniczny (niem. Telephonabteilung)
- Tren Sztabowy (niem. Stabstrain)

- Komenda Trenu Legionów Polskich → Komenda Trenu Dywizyjnego Polskich Legionów → Komenda Taborów Legionów Polskich (od 1 IV 1917)
  - komendant – kpt. Aureliusz Passella
  - chor. / ppor. Eugeniusz Niewiadomski (od 22 VII 1916)
  - Kolumna Prowiantowa 1/P
    - komendant – por. Wacław Czaczka-Ruciński (od 22 VII 1916)

  - Kolumna Prowiantowa 2/P
    - komendant – ppor. Bolesław Zajączkowski (od 22 VII 1916)
    - zastępca komendanta – chor. Rudolf Tyrpa (od 22 VII 1916)

  - Kolumna Prowiantowa 3/P
    - komendant – por. Władysław Selim-Brunne (od 22 VII 1916)

  - Kolumna Prowiantowa 4/P

- c. i k. Sąd Polowy Polskich Legionów w Lublinie (od 15 marca 1917 roku w Warszawie przy ul. Śliskiej 18)
  - szef – ppłk audytor Stanisław Krzyżanowski (do 17 VI 1916)
  - szef – ppłk audytor Rudolf Borth (od 17 VI 1916)

Poczta polowa
- Poczta Polowa Nr 355 → Poczta Polowa Nr 378 (przemianowana 7 września 1916 roku na podstawie rozkazu c. i k. Dyrekcji Poczty 4 Armii z 4 września 1916 roku)[13].)
- Poczta Polowa Nr 378 (niem. K.u.K. Feldpostamt 378) → Urząd Pocztowy Wojsk Polskich w Warszawie (od 1 VIII 1917)
  - kierownik – c. i k. starszy oficjał Wilhelm Bier (do 4 VIII 1917)
  - kierownik – chor. Jan Ferdynand Stettner (od 4 VIII 1917)
  - zastępca kierownika – c. i k. oficjał Rudolf Danzinger (do 4 VIII 1917)
- Poczta Polowa Nr 389 (niem. K.u.K. Feldpostamt 389) – c. i k. oficjał Alojzy Eberl

- 2 pułk ułanów – mjr Juliusz Ostoja-Zagórski
- 1 pułk artylerii LP – mjr Ottokar Brzezina ps. Brzoza
- Półbatalion Etapowy Legionów Polskich („Komenda ½ Baonu Etap. Legionu Polskiego”)
- Kompania Saperów Legionów Polskich
- Kompania Techniczna przy Komendzie Legionów Polskich
- Szpital Koni Legionów Polskich w Kotwicy k. Garwolina (rozwiązany na podstawie rozporządzenia nr 8846 Oddziału Polska Siła Zbrojna z 27 VIII 1917)
  - komendant – por. lek. wet. Jan Ślaski
- Piekarnia Polowa Legionów Polskich
  - komendant trenu – ppor. Władysław Zachorowski (od 22 VII 1916)[14])
- Personalna Stacja Zborna dla polskich legionistów we Lwowie
- Personalna Stacja Zborna Legionów polskich w Krakowie (niem. Personalsammelstelle für die polnischen Legionäre in Krakau)
- Dom Rekonwalescentów Polskich Legionów w Kamieńsku
  - komendant – kpt. Jan Łuczyński (do 31 VII 1916)
  - komendant – por. dr Eugeniusz Malisz (od 1 VIII 1916)
- Urząd Filmowy Legionów Polskich (utworzony 20 VI 1917)
  - kierownik chor. Maksymilian Strański

I Brygada Legionów Polskich
- c. i k. Komenda I Brygady Legionów Polskich
  - komendant – brygadier Józef Piłsudski
  - szef sztabu – płk Kazimierz Sosnkowski
- 1 pułk piechoty LP – płk Edward Rydz ps. Śmigły
- 5 pułk piechoty LP – mjr Stanisław Bukacki ps. Burhardt
- 7 pułk piechoty LP – mjr Albin Fleszar ps. Satyr
- 1 pułk ułanów Legionów Polskich – rtm. Władysław Prażmowski ps. Belina
- Szpital Polowy I Brygady Legionów Polskich

II Brygada Legionów Polskich
- c. i k. Komenda II Brygady Legionów Polskich
  - komendant – płk Józef Haller
  - szef sztabu – kpt. Stanisław Tarabanowicz
- 2 pułk piechoty LP – kpt. Karol Dziekanowski
- 3 pułk piechoty LP – kpt. Józef Szczepan

III Brygada Legionów Polskich
- c. i k. Komenda III Brygady Legionów Polskich
  - komendant – płk Stanisław Szeptycki
  - szef sztabu – kpt. Franciszek Kleeberg
- 4 pułk piechoty LP – płk Bolesław Roja
- 6 pułk piechoty LP – mjr Mieczysław Neugebauer ps. Norwid

c. i k. Grupa Polskich Legionów
- c. i k. Komenda Grupy Polskich Legionów

Naczelny Komitet Narodowy
- Departament Wojskowy NKN
  - szef departamentu – płk Władysław Sikorski
  - Biuro Werbunkowe
  - Biuro Prasowe
  - Biuro Prezydialne
- Biuro dla zbioru aktów i obrazów Legionów Polskich w Krakowie
  - ppor. kanc. Jan Effenberger-Śliwiński
  - chor. piech. Władysław Orkan-Smreczyński

## Uzbrojenie strzeleckie
Początkowo żołnierze Legionów Polskich uzbrajani byli przede wszystkim w regulaminową broń strzelecką armii austro-węgierskiej. Głównie w bardzo przestarzałe jednostrzałowe karabiny i karabinki Werndl M1873 i M1873/77, jedynie w niedużej liczbie uzupełniane przez nowoczesne karabiny powtarzalne:
- Mannlicher M1890
- Mannlicher M1890 (kbk)
- Mannlicher M1895

Sytuacja uległa znacznej poprawie na przełomie 14/15 września 1914 r., kiedy to do legionów skierowano odpowiednio dużą ilość Mannlicherów M1890, umożliwiając pełne przezbrojenie się oddziałów pierwszoliniowych w karabiny powtarzalne (przestarzałe Werndle skierowano do oddziałów tyłowych i szkoleniowych).
Utworzone w 1915 r. II i III Brygady Legionów, wyposażane były z kolei w karabiny nieregulaminowe:
- Zdobyczne:
  - Mosin wz. 1891 (rosyjski)
  - Carcano Mod. 91 (włoski) – w niewielkiej ilości
- Eksportowe (produkowane w austriackich zakładach Œ.W.G. w ramach kontraktów zagranicznych, których niewysłane partie zostały zarekwirowane na początku wojny przez armię austro-węgierską):
  - Mannlicher M1893 (dla Rumunii)
  - Mannlicher M1895 (dla Holandii)
  - Mannlicher-Schönauer M1903/14 (dla Grecji)
  - Mauser M1912 (M1914) (dla: Meksyku, Chile, Kolumbii) – w niewielkiej ilości

## Pozostałe informacje

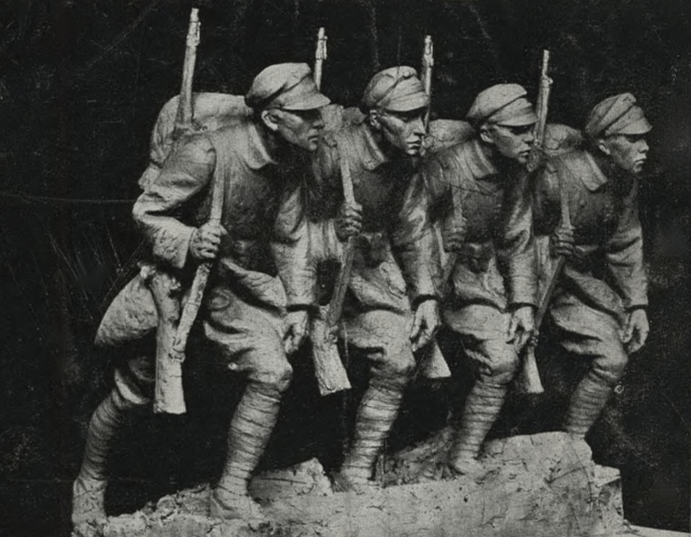
„Czwórka legionowa” czterech polskich żołnierzy, symbolizujących Królestwo Polskie, Małopolskę, Śląsk i Wielkopolskę. Rzeźba Jana Raszki upamiętniająca legionistów (1917).

- Liczebność Legionów w 1915 roku wynosiła około 16 500 osób.
- Początek pułkowi ułanów Władysława Beliny Prażmowskiego (beliniakom) dał 7-osobowy patrol, który dwiema bryczkami wyruszył na zwiad na terytorium wroga i zdobył 5 koni.
- 16 sierpnia 1915 roku, w pierwszą rocznicę powstania Naczelnego Komitetu Narodowego, na Rynku w Krakowie odsłonięto Kolumnę Legionów. W ten sposób formalne ramy uzyskała charytatywna idea fundowania ozdabianych patriotycznymi emblematami drewnianych kolumn i tarcz, w które wbijano gwoździe z wyrytymi nazwiskami darczyńców składających datki na rzecz wdów i sierot po poległych legionistach. Pierwszą na ziemiach polskich Tarczę Legionów ufundowała w czerwcu 1915 roku Liga Kobiet w Nowym Targu[16].
- W Legionach służyło co najmniej 378 Żydów[17].
- W czasie internowania legionistów w Szczypiornie, polscy jeńcy grali szmacianą piłką w grę, która obecnie znana jest jako piłka ręczna. Właśnie tą drogą ta dyscyplina sportowa została spopularyzowana w Polsce i stąd jej potoczna nazwa szczypiorniak. Z tego też powodu graczy w piłkę ręczną nazywa się szczypiornistami[18].
- 5 sierpnia 2014 roku, w 100. rocznicę utworzenia Legionów Polskich, Narodowy Bank Polski wyemitował banknot kolekcjonerski o nominale 20 zł[19].